# Lildami
Lildami   (Terrassa, 22 de maig de 1994), pseudònim de Damià Rodríguez Vila, és un cantant de trap català. És graduat en Enginyeria de Disseny Industrial i Desenvolupament del Producte a la Universitat Politècnica de Catalunya i la seva primera aparició en l'àmbit musical com a cantant va ser l'any 2014. El 2017 va aparèixer en mitjans de comunicació com Catalunya Ràdio i va presentar una versió acústica del seu tema «No ho dic per dir» a l'emissora iCat FM. Va ser un dels seleccionats per a la final de l'edició 2017 del concurs Sona9. Ha col·laborat amb artistes com el productor Sr. Chen i la cantant Emotional Goku.
El 27 de desembre de 2020 va publicar l'havanera «Ramiro», acompanyat pel grup Arjau, en què reivindica les seves arrels mediterrànies i que està ambientada a Calella de Palafrugell. El 29 de gener de 2021 va publicar el seu segon disc, Viatge en espiral, amb la discogràfica Halley Records.
L'estil musical en què es basa la seva música és el trap i la música urbana, que combina amb altres estils, com l'havanera o el pop en algunes cançons. Ha rebut algunes crítiques per fer servir castellanismes per a fer rimes en les seves lletres.
El 2022 i el 2023 va participar com a jurat a les dues primeres edicions del programa Eufòria, de Televisió de Catalunya. Alhora, el 2023 va presentar la segona edició del concurs televisió Cover a les plataformes de TV3 i el programa Cute a l'SX3. El videoclip de la seva cançó «Supermercat» va ser el més vist en català de 2022 a YouTube amb més d'un milió de visites.

## Discografia

### Àlbums
- Vintidos (2017)
- Universitat Dami (2017)
- 10 Vos Guard (2018)
- Flors mentre visqui (2019)
- Viatge en espiral (2021)
- Dummy (2023)
- Bentornat (2025)[16]